# ارنست فم رات
ارنست فُم رات (۳ ژوئن ۱۹۰۹ – ۹ نوامبر ۱۹۳۸) یک سیاست‌مدار اهل آلمان و از کارمندان سفارت آلمان در پاریس بود. وی در نوامبر ۱۹۳۸ توسط نوجوانی یهودی-لهستانی با نام هرشل گرینشپان با شلیک گلوله به قتل رسید. این کار به ناسیونال سوسیالیست ها این بهانه را داد تا سیاست حذف یهودیان از جامعه ملی آلمان (فولک آلمان) را پیش ببرند.